# Ramata Diakité
Ramata Diakité (Kati, 17 settembre 1991) è una cestista maliana.

## Carriera
Con il Mali ha disputato i Campionati mondiali del 2010 e due edizioni dei Campionati africani (2015, 2017).